# Pin laricio de Corse
Pinus nigra var. corsicana
Variété
Le Pin de Corse, Pinus nigra var. corsicana (J.W. Loudon) Hyl., large ou largia (Corse), est une variété du pin noir. Le bois est modérément dur et présente un grain droit. La même variété existe en Calabre  et en Sicile, avec comme dénomination pin laricio.

## Taxinomie et nomenclature

### Position au sein de l'espèce
La description actuellement acceptée de cette variété est celle de Nils Hylander en 1913.
Cette variété est généralement placée au sein de la sous-espèce Pinus nigra subsp. laricio (Poir.) Maire. Cela explique le nom « Pin laricio de Corse ». D'autres auteurs placeraient la variété au sein de la sous-espèce Pinus nigra subsp. salzmannii (Dunal) Franco[réf. nécessaire].
Néanmoins les descriptions de ces deux sous-espèces sont postérieures à celle de la variété. Pinus nigra subsp. laricio (Poir.) Maire est décrit en 1928, Pinus nigra subsp. salzmannii (Dunal) Franco en 1943. Ainsi, la description, et la validité, de la variété est indépendante de son placement dans telle ou telle sous-espèce, placement qui est postérieur à la publication de Hylander.
Par conséquent, s'il y a débat entre les quadrinômes Pinus nigra subsp. laricio var. corsicana et Pinus nigra subsp. salzmannii var. corsicana, le trinôme Pinus nigra var. corsicana ne pose pas ce problème.

### Validité

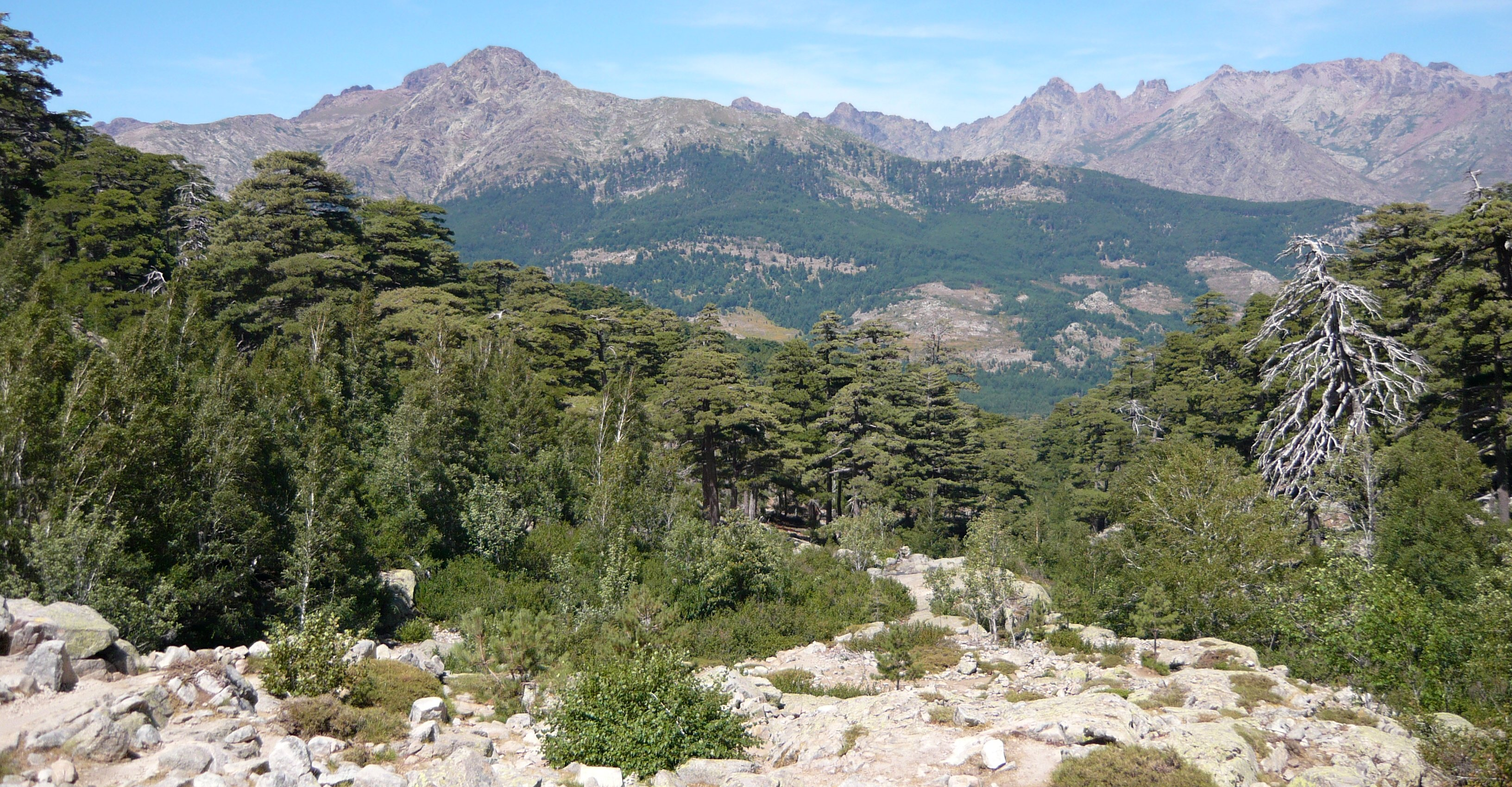
Pins laricio de la forêt de Valdu Niellu.

Si cette variété est reconnue valide par certains auteurs, d'autres ne la reconnaissent pas et placent les individus classés dans cette variété directement au sein de la sous-espèce Pinus nigra subsp. laricio. En fait, bien que cette sous-espèce soit répandue en Corse, en Calabre et en Sicile, la plus grande diffusion se trouve sur le plateau de Sila en Calabre (Pinus nigra ssp. laricio var. calabrica) , communément appelé Pino silano .

## Caractères biologiques
Cette essence atteint une hauteur maximale de 30 mètres, avec un feuillage peu dense. Les aiguilles sont généralement insérées par deux, et mesurent 12 à 15 cm. Elles sont vert cendré, souples et non piquantes.